# Corybas dentatus
Corybas dentatus är en orkidéart som beskrevs av David Lloyd Jones. Corybas dentatus ingår i släktet Corybas, och familjen orkidéer.
Artens utbredningsområde är Sydaustralien. Inga underarter finns listade i Catalogue of Life.